# 圣马丹德朗叙斯克勒
圣马丹-德朗叙斯克勒（法語：Saint-Martin-de-Lansuscle，法語發音：[sɛ̃ maʁtɛ̃ də lɑ̃syskl]）是法国洛泽尔省的一个市镇，属于弗洛拉克区。

## 地理
圣马丹-德朗叙斯克勒（44°12'58"N, 3°45'11"E）面积18.05 平方千米，位于法国奧克西塔尼大區洛泽尔省，该省份为法国南部内陆省份，北起上盧瓦爾省和康塔爾省，西接阿韦龙省，南至加尔省，东临阿尔代什省。
与圣马丹-德朗叙斯克勒接壤的市镇（或旧市镇、城区）包括：卡萨尼亚、圣日耳曼-德卡尔贝特、法兰西谷地圣克鲁瓦、莫勒宗、巴尔德塞文。
圣马丹-德朗叙斯克勒的时区为UTC+01:00、UTC+02:00（夏令时）。

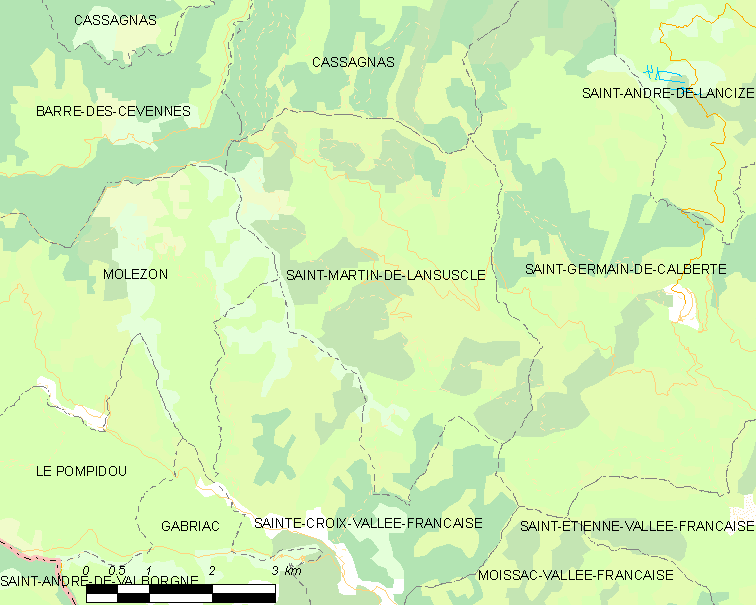
圣马丹-德朗叙斯克勒的OSM定位图

## 行政
圣马丹-德朗叙斯克勒的邮政编码为48110，INSEE市镇编码为48171。

## 政治
圣马丹-德朗叙斯克勒所属的省级选区为勒科莱德代兹县。

## 人口

1962-2008年间圣马丹-德朗叙斯克勒人口变化图示

圣马丹-德朗叙斯克勒于2022年1月1日时的人口数量为192人。